# جیسون نیلت
جیسون نیلت (انگلیسی: Jason Niblett؛ زادهٔ ۱۸ فوریهٔ ۱۹۸۳) دوچرخه‌سوار اهل استرالیا است.
وی در مسابقات کشوری و بین‌المللی در مجموع برندهٔ ۱ مدال طلا، ۲ مدال نقره، ۱ مدال برنز شده‌است.